# Louailles
Louailles é uma comuna francesa na região administrativa do País do Loire, no departamento de Sarthe. Estende-se por uma área de 10.49 km². Em 2010 a comuna tinha 735 habitantes (densidade: 70,1 hab./km²).